# Asmate uniformis
Asmate uniformis är en fjärilsart som beskrevs av Kantz. Asmate uniformis ingår i släktet Asmate och familjen mätare. Inga underarter finns listade i Catalogue of Life.